# ヴャチェスラーフ・イヴァニコーフ
ヴャチェスラーフ・キリーロヴィチ・イヴァニコーフ（ロシア語:Вячесла́в Кири́ллович Иванько́в / Vyacheslav Kirillovich Ivankov、1940年1月2日 - 2009年10月9日）は、著名なロシアン・マフィアであり、ロシアの国家情報機関と関係を持ち、犯罪活動を共謀していたと信じられている。ソビエト連邦とアメリカ合衆国の両方で活動した。ニックネームのヤポンチク（Япончик、「日本人の坊や」の意味）は、顔立ちがいささか日本人を思わせたということから付いた。

## 出自
イヴァニコフは1940年1月2日に、ソビエト連邦のグルジア共和国でロシア人の両親のもとに生まれ、モスクワで育った。
青年期はアマチュア・レスラーであったが、本人いわく「ある女性の名誉を守るため」としている、バーでの喧嘩によって初めての服役を経験した。釈放後は犯罪活動に手を染めるようになり、闇市で物品を売りさばいていた。後に組織犯罪に加わるようになり、警察の書類を偽造して家屋に侵入する強盗を行っていた。
1974年、ブトィルカ刑務所（Butyrka prison）にて犯罪者仲間によって、「ボール・フ・ザコーネ」（vor v zakone、規律ある泥棒）の称号を与えられた。
1982年には小火器や偽物、麻薬の密売の容疑で逮捕された。懲役14年を宣告されたが、1991年には釈放されており、これについては有力政治家の関与やロシア連邦最高裁判所の裁判官への賄賂によるものと言われている。

## アメリカ合衆国への移動
1992年3月、10年近くの服役経験や、ロシアで最も凶暴で残虐な犯罪者との評価を受けつつも、アメリカ合衆国への移住が認められた。最高指導者が命令を下すコーザ・ノストラ等の暴力団とは異なり、イヴァニコーフは自ら出向いて強奪を行った。映画産業で働くという名目で、通常の就労ビザで渡米していた。
渡米の理由ははじめは明らかではなかった。ロシア内務省はアメリカ合衆国の連邦捜査局（FBI）に対して、イヴァニコフは米国におけるロシアン・マフィアの活動をまとめ、支配するために渡米したと伝えている。しかし、ノヴォイェ・ルスコイェ・スロヴォ（ru:Новое русское слово）紙の記者アレクサンドル・グラントが1994年に語ったところによると、ロシアでは「イヴァニコフの嗜好を尊重しない新しい犯罪組織」があるためにロシアは彼自身にとって危険すぎること、他方でアメリカ合衆国では犯罪活動の実績がないことが渡米の理由としている。しかし、イヴァニコーフはアメリカ合衆国で犯罪活動を始めたことから、こうした見方は正しくないことがやがて明らかになっていった。その具体的な活動については諸説あるものの、ブライトン・ビーチ（Brighton Beach）を拠点とする彼の組織は100人程度の構成員をかかえ、ブルックリン随一のロシア系犯罪組織となっていた。しかし、系統的に暴力や買収を行ったり、裏社会を牛耳ったり、組織犯罪機構を作り上げようとした証拠は存在していない。
1995年6月、2人のロシア人実業家が運営する投資顧問業者から数百万円の依頼を受けて暗殺を実行したとしてFBIに逮捕され、1996年6月には2人の協力者と共に有罪判決を受けた。
取調べの中でイヴァニコーフは、FBIがロシア部門の重要性を主張するために、ロシアン・マフィアについての虚構を作り上げているとして非難した。更に、「ロシアは休みなき犯罪の温床」であり、その中核を担う犯罪者はクレムリンとロシア連邦保安庁であり、イヴァニコーフがロシアン・マフィアと称されるものの指導者であるとする考え方をばかげているとした。

## ロシアへの帰国
2004年7月13日、1992年にモスクワのレストランで2人のトルコ人が殺害され後に騒動に発展した件に関して、殺人の容疑をかけられたため、ロシアに強制送還された。2005年7月18日に裁判官は容疑を認めず、同日に釈放された。警察官を含む証人たちは、被告を見た覚えはないと証言している。
タブロイド紙ソヴェルシェンノ・セクレトノ（Совершенно Секретно）の主力犯罪記者ラリサ・キスリンスカヤ（Лариса Кислинская）は、イヴァニコフが有力者とみなされるのは刑務所内だけのことであり、自由の身では敬意を得ることはないだろう、との見方を示した。

## 2009年の暗殺
2009年7月28日、モスクワの時間で19時20分ごろ、イヴァニコーフはモスクワのホロシェフスコエ通り（Хорошевское）のレストランを去る際に銃撃を受けた。近くの駐車場から狙撃銃が捨てられているのが見つかった。これによって2009年10月9日に死去し、10月13日にモスクワで葬儀が行われた。

## 「ヤポンチク」を題材にした作品
- 「モスクワ・コネクション」、ロビン ムーア、角川文庫、1995年、ISBN 978-4042689010、ISBN 978-4042689027